# ارتم فدورچنکو
ارتم فدورچنکو (اوکراینی: Артем Федорченко؛ زادهٔ ۱۳ آوریل ۱۹۸۰) بازیکن فوتبال اهل اوکراین است.
از باشگاه‌هایی که در آن بازی کرده‌است می‌توان به باشگاه فوتبال قزل‌قوم زرافشان، باشگاه فوتبال استال آلچفسک، باشگاه فوتبال نفتخیمیک نیژنکامسک، و باشگاه فوتبال پارتیزان مینسک اشاره کرد.